# Stanisław Wapowski (zm. 1633)
Stanisław Wapowski herbu Nieczuja (zm. w 1633 roku) – kasztelan przemyski w latach 1610–1632, starosta kościański w 1610 roku, starosta zawichojski w 1610 roku, pułkownik wojska powiatowego województwa ruskiego w 1632 roku.
Syn kasztelana przemyskiego Andrzeja. Studiował na Uniwersytecie w Ingolstadt w 1584 roku i Uniwersytecie w Padwie w 1594 roku. 